# Pomodoro datterino

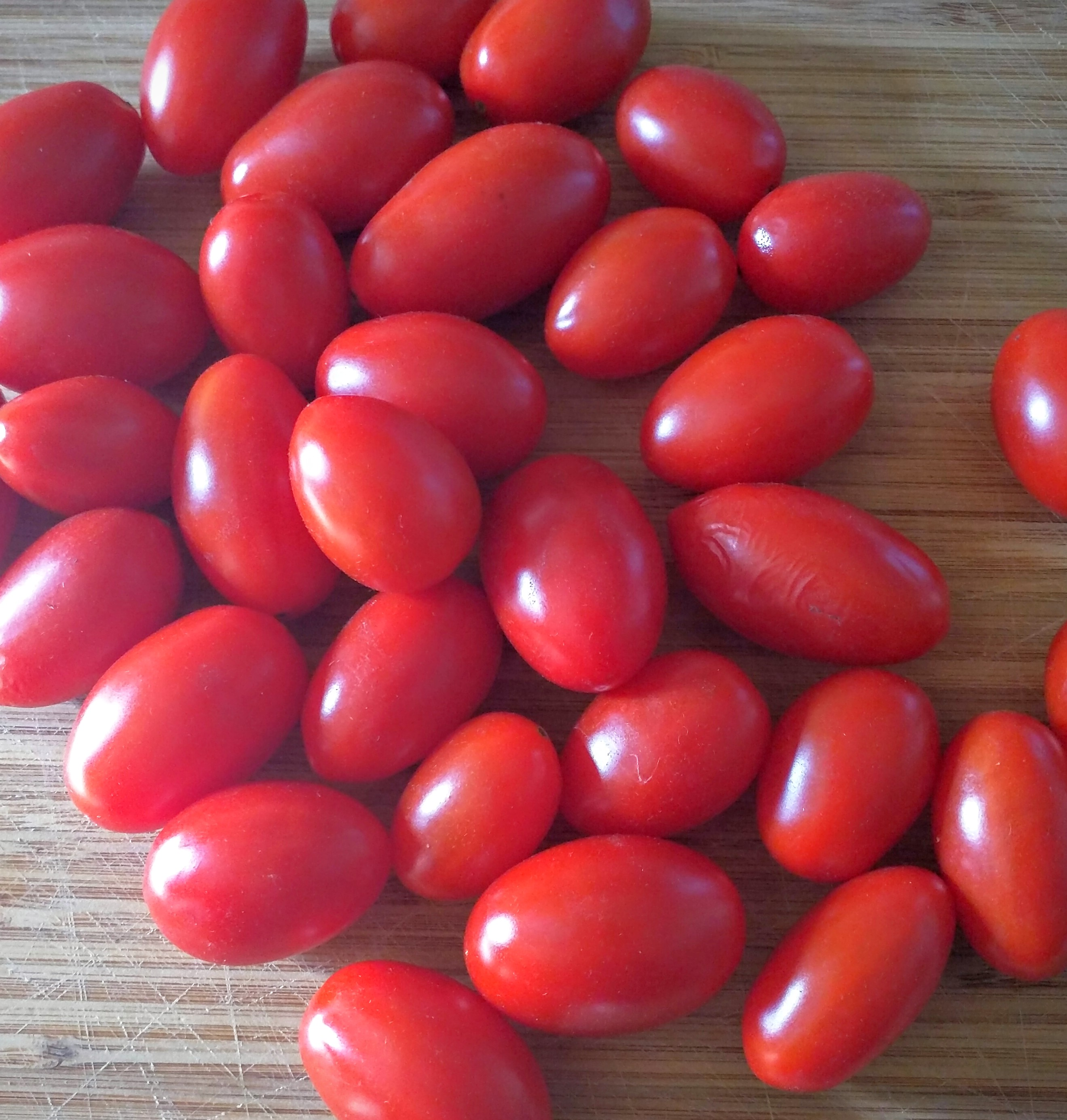
Pomodori datterini

Il pomodoro datterino è un tipo di pomodoro di forma piccola e ovaleggiante risultante di un incrocio di provenienza asiatica.

## Caratteristiche
Ha un sapore dolce e intenso, la polpa è soda e non troppo acquosa, la buccia sottile e ha pochi semi all'interno. I singoli frutti pesano in genere tra i 20 e i 40 grammi. Forma grappoli a lisca di pesce e si conserva a lungo, e proprio per queste caratteristiche si è inserito facilmente nel mercato italiano riscontrando sempre maggior richiesta negli ultimi anni.